# Deutsches Lazarett (Gobabis)
Das Deutsche Lazarett ist ein ehemaliges Krankenhaus in der namibischen Stadt Gobabis im Osten des Landes.
Es wurde 1896 von der Deutschen Schutztruppe im damaligen Deutsch-Südwestafrika errichtet und ist seit 20. Dezember 1974 ein Nationales Denkmal. Bis 1904 wurden hier Menschen aller Volksgruppen medizinisch versorgt.

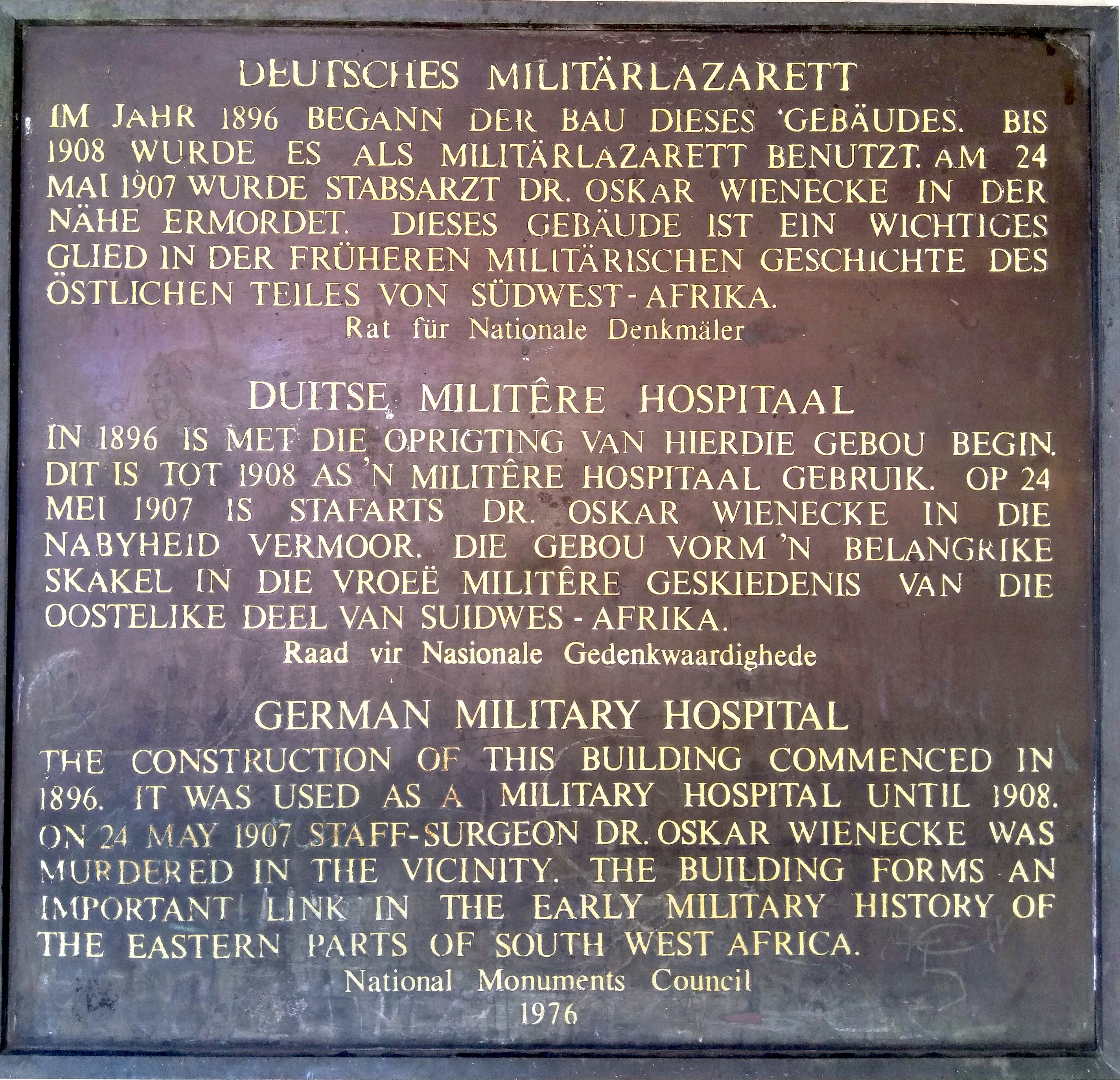
Informationstafel am Deutschen Militärlazarett